# Oikistes
Als Oikistes (altgriechisch οἰκιστής oikistḗs; von οἰκίζειν oikízein ‚besiedeln‘),  auch Ktistes (altgriechisch κτίστης ktístēs; von κτίζειν ktízein ‚gründen‘) oder Heros Ktistes wurden in der Antike mythische, aber auch historische Gründer einer Stadt oder Kolonie bezeichnet.
Auf dem griechischen Festland wurde meist ein Gott oder Heros als Stadtgründer angenommen, der in lokalen Heiligtümern als Schutzpatron der Stadt verehrt wurde. Oft wurde der Name der Stadt zudem als Eponym für den Gründer genommen.
Zur Zeit der griechischen Kolonisation ist der Oikistes hingegen historisch fassbar. Meist oblag ihm die Aufgabe, das Schiff zu stellen, mit dem die Kolonisten vom griechischen Festland zur Koloniengründung aufbrachen. Deshalb befragte er rituell ein Orakel, über die Vorteile des möglichen Standorts der neuen Siedlung und legte anschließend den Ort der Gründung fest. Nach der Ankunft in der neu zu gründenden Kolonie bestimmte der Oikistes die Landverteilung und das Straßenraster. Ihm zu Ehren wurden in der Kolonie in der Art der Heroen der mythischen Oikisten Heiligtümer errichtet, Spiele gestiftet und Feste ausgerichtet.
Die Heimatpolis (Metropolis) gab einem Oikisten den Auftrag, die Expedition nach Italien oder anderen Gegenden des Mittelmeeres vorzubereiten und zu leiten. Der Oikist war in seinem Heimatort wohl meist sehr bekannt, zumeist stammte er aus einer adeligen Familie. Vor der Expedition musste er den Schutz der Götter garantieren. So begab er sich in ein Heiligtum, normalerweise das des Gottes Apollon in Delphi, und ließ sich vom Gott das Ziel seiner Reise bestätigen. Durch seine Priester sprach der Gott Offenbarungen aus.
Die eigentliche Leitung einer griechischen Stadtgründung lag, wie es den Sozialstrukturen der archaischen Zeit entsprach, regelmäßig in der Hand eines Adligen, der als Oikist (oder auch Archeget) das Kommando über seine Weggefährten (Hetairoi) hatte, die Regeln für das Zusammenleben in der Pflanzstadt  (Apoikie) vorgab und für die Landverteilung vor Ort zuständig war. Etwa 200 Auswanderer, die aber nicht alle aus demselben Bürgerverband stammen mussten, wurden nach dem britischen Althistoriker Oswyn Murray für eine Neugründung benötigt. In der Regel dürfte es sich um unverheiratete waffenfähige Männer gehandelt haben.
In hellenistischer Zeit gab es kleine Veränderungen. Als Stadtgründer wurden nun auch Leute verehrt, die die Stadt eigentlich nicht gründeten. So wurde die von Antigonos I. Monophthalmos gegründete Hafenstadt Antigoneia an den Dardanellen von seinem Nachfolger Lysimachos in Alexandria Troas umbenannt. Diese Umbenennung wurde als Stadtgründung angesehen und der bisher als Stadtgründer verehrte Antigonos wurde von einem Kult für Lysimachos abgelöst. Die Funktion des Oikistes wurde zu einer politischen.
Liste berühmter Oikisten:
- Archias für Syrakus[3], an der Ostküste von Sizilien
- Battos für Kyrene[4], im Hochland des Al-Dschabal al-Achdar in Libyen
- Byzas für Byzantion, am südwestlichen Ausgang des Bosporus
- Epeios für Pisa[5] in der Toskana am Arno und Metapont[6]
- Euarchos für Katane, an der Ostküste Siziliens am Fuße des Ätna
- Hippokles von Kyme und Megasthenes von Chalkis für Cumae, nordwestlich von Neapel
- Makedon für Makedonien, Gebiet auf der südlichen Balkanhalbinsel.
- Myskelos für Crotone, in der Region Kalabrien am Ionischen Meer nahe dem Golf von Tarent
- Phalantus für Tarent, am Golf von Tarent im Ionischen Meer.